# Anton Losenko
Anton Pavlovič Losenko (Антон Павлович Лосенко; Hlukhiv (Ucraina), 10 agosto 1737 – Sanpietroburgo, 4 dicembre 1773) è stato un pittore ucraina- ucraina neoclassico specializzato in soggetti storici e ritratti.

## Biografia
Anton Losenko nacque dalla famiglia del mercante russo Pavel Jakovlevič Losev; rimase presto orfano e all'età di sette anni fu portato nel coro di corte, a San Pietroburgo. Nel 1753, avendo perso la voce, ma mostrando talento per la pittura, fu inviato presso l'artista Ivan Argunov per l'apprendistato. Nel 1758, dopo cinque anni e mezzo come apprendista, fu ammesso all'Accademia Russa di Belle Arti. Tra i dipinti realizzati c'è anche il suo "ritratto di Ivan Šuvalov".
Nel 1760 l'Accademia lo manda a Parigi per studiare arte presso il pittore neoclassico Jean II Restout. Losenko dipinge il grande quadro con l'episodio evangelico della Pesca miracolosa. Tra il 1766 e il 1769 lavora in Italia, studia l'arte italiana, specialmente la pittura di Raffaello. Crea i suoi due dipinti Caino e Abele.
Nel 1769 Losenko torna a San Pietroburgo; riceve un'offerta di presentare un dipinto storico, per ottenere lo stato di accademico. Da un episodio della storia di Kiev egli allora dipinge una tela dal titolo Vladimiro e Rogneda. Questo dipinto gli conferisce non solo il titolo di accademico, ma anche una qualifica di professore nell'Accademia di Belle Arti. Losenko quindi scrive un libro, intitolato Breve spiegazione delle proporzioni umane, che sarà utile ad alcune generazioni di pittori russi. Lavorò come direttore dell'Accademia sino alla sua morte, nel 1773. Losenko morì in povertà.

## Riconoscimenti
Anton Losenko è stato uno dei pittori onorati dalle poste sovietiche, apparendo sui francobolli con il suo "Ritratto di Fëdor Volkov", nel 1972.

## Opere

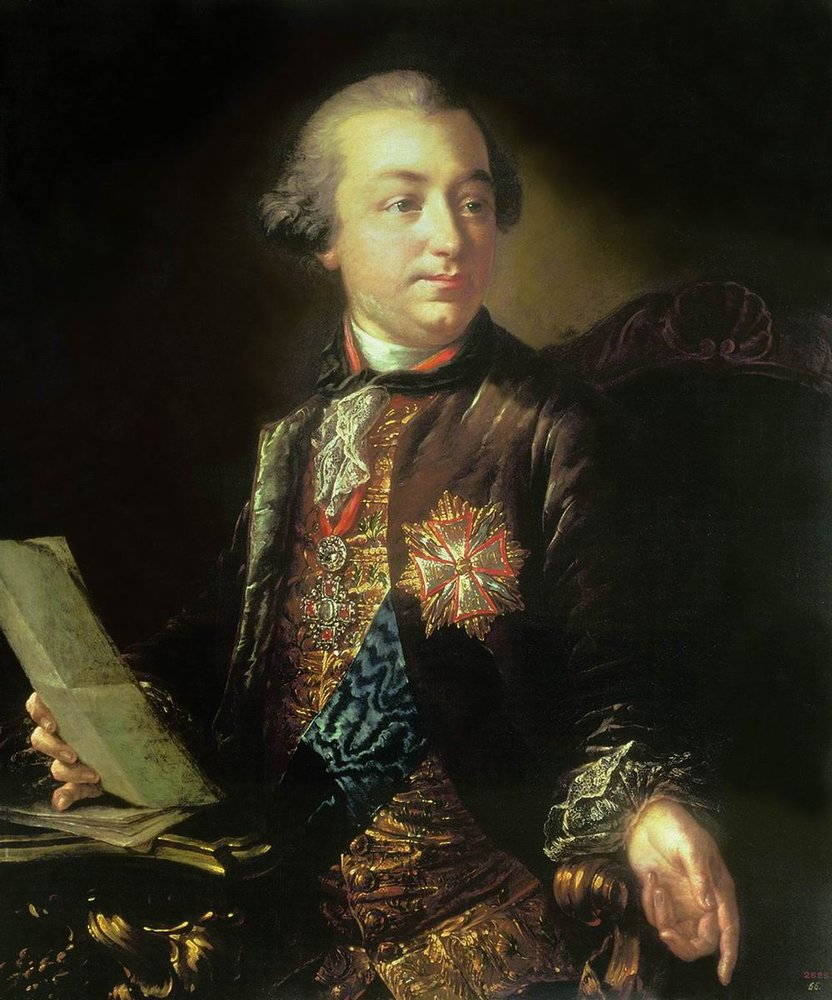
Ivan Šuvalov, 1760
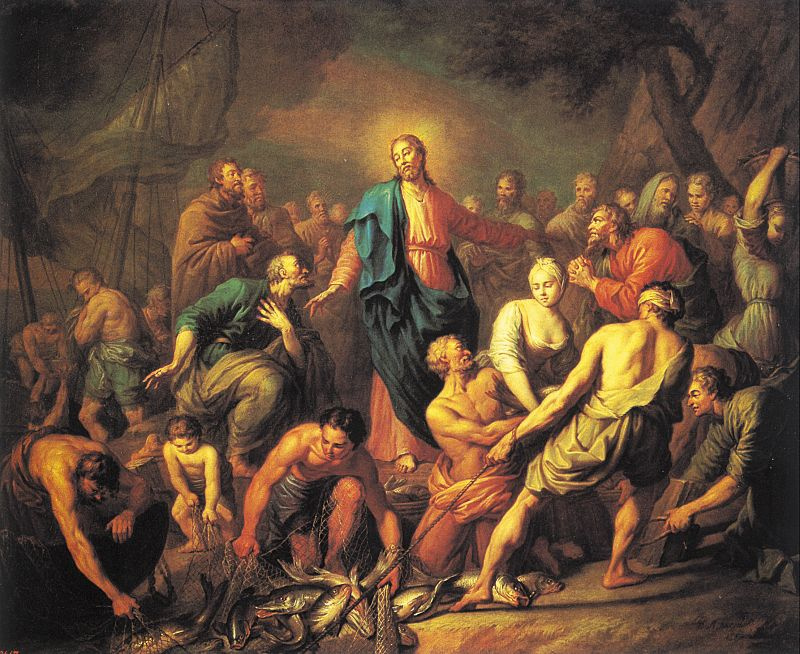
Pesca miracolosa, 1762
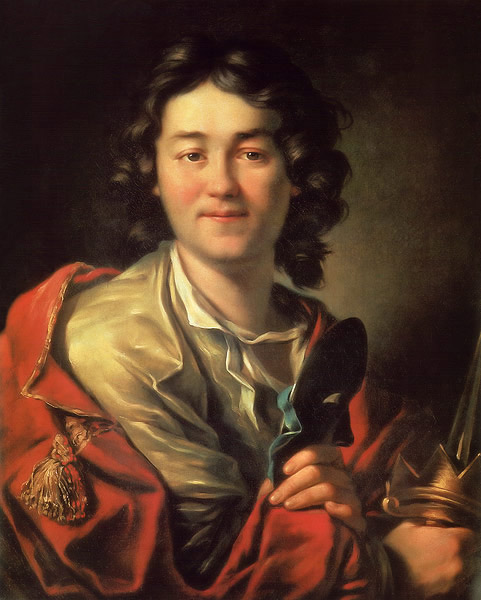
Fëdor Volkov, 1763
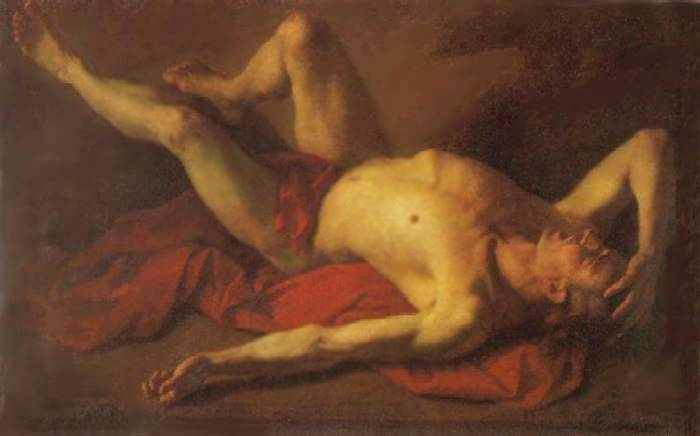
Abele, 1768
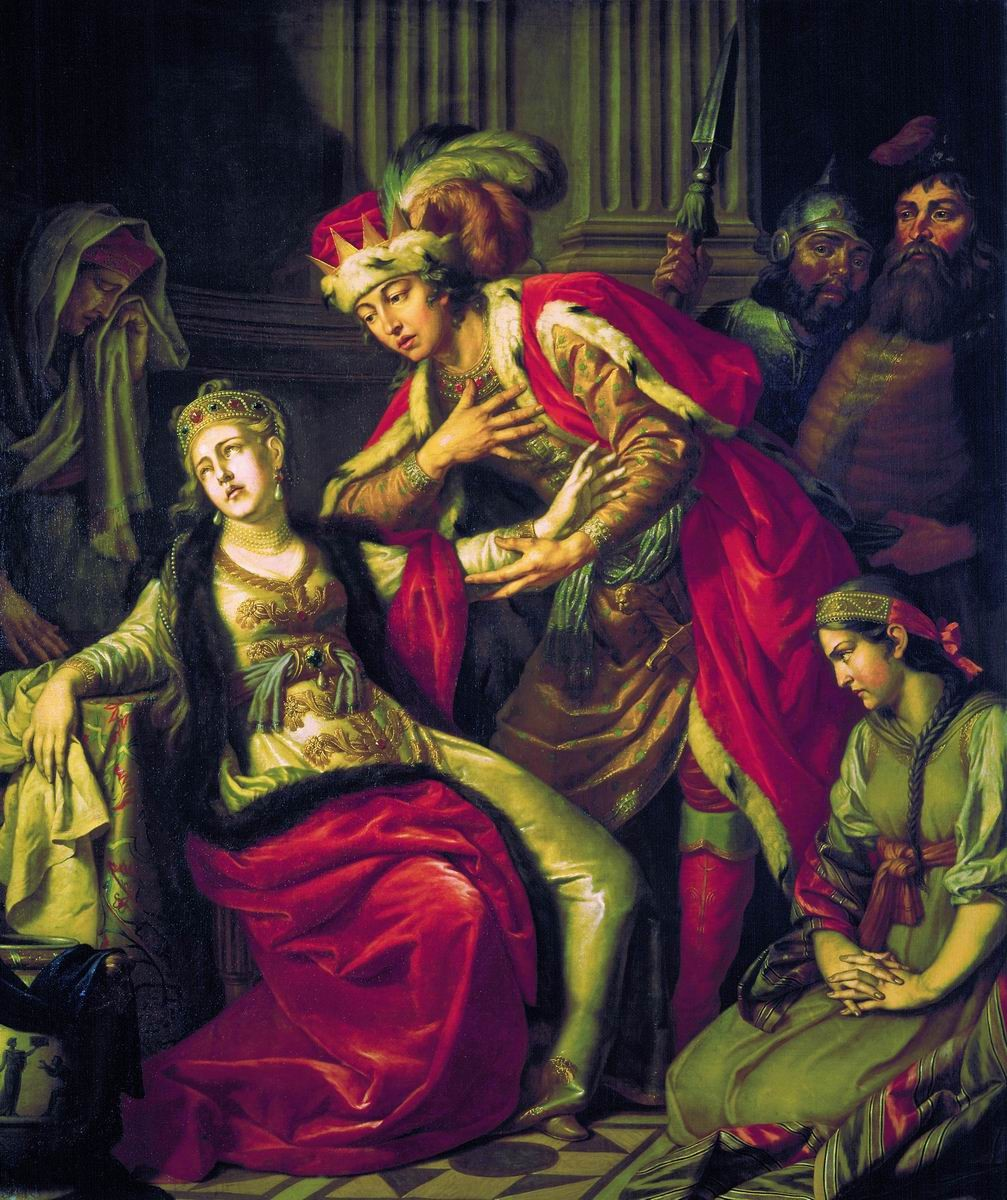
Vladimiro e Rogneda, 1770